# Compiano
Compiano (Cumpiàn in dialetto parmigiano) è un comune italiano di 1 052 abitanti della provincia di Parma in Emilia-Romagna. Piccolo borgo completamente circondato da mura, strettamente legato al suo castello, facente parte del cosiddetto Stato Landi e sede di zecca. È inserito nel circuito de i borghi più belli d'Italia.

## Geografia fisica

### Territorio
Il territorio comunale di Compiano si estende per circa 37 km² all'interno della Val di Taro. Di forma allungata, si incunea fra i comuni di Bedonia, con il quale confine ad ovest e di Borgo Val di Taro, con il quale confina ad est, a sud confina il comune di Albareto e, per un breve tratto, con quello di Tornolo, mentre a nord, nord est il territorio è delimitato da comune di Bardi.
Essendo un comune di montagna, il territorio è soggetto ad escursioni altrimetriche notevoli passando dai 442 m s.l.m. del fondovalle ai 1480 m s.l.m. raggiunti nella parte settentrionale del comune, in prossimità dello spartiacque fra la val Ceno e la Val Taro.
Il capoluogo, posto a 519 m s.l.m. sorge su di un dosso in prossimità del fiume Taro che attraversa per un breve tratto la parte meridionale del comune.

### Clima
Essendo ubicato nella Val di Taro superiore, Compiano gode di un clima caldo e temperato, caratterizzato da inverni piuttosto rigidi, durante i quali facilmente la temperatura scende sotto zero, ed estati relativamente calde. La temperatura media annua è di circa 11,5 °C, il mese più caldo è luglio con 20,9 °C, il più freddo gennaio con 2,3 °C.
La piovosità media annua si attesta intorno ai 904 mm, le precipitazioni più intense avvengono i primavera e autunno, mentre i periodi più secchi sono l'inverno e l'estate. Durante i mesi invernali, le precipitazioni assumono non di rado carattere nevoso.

Di seguito si riporta una tabella riassuntivi dei principali dati meteorologici:
| Mese                | Mesi | Mesi | Mesi | Mesi | Mesi | Mesi | Mesi | Mesi | Mesi | Mesi | Mesi | Mesi | Stagioni | Stagioni | Stagioni | Stagioni | Anno |
| Mese                | Gen  | Feb  | Mar  | Apr  | Mag  | Giu  | Lug  | Ago  | Set  | Ott  | Nov  | Dic  | Inv      | Pri      | Est      | Aut      | Anno |
| ------------------- | ---- | ---- | ---- | ---- | ---- | ---- | ---- | ---- | ---- | ---- | ---- | ---- | -------- | -------- | -------- | -------- | ---- |
| T. max. media (°C)  | 5,2  | 6,9  | 10,4 | 14,6 | 18,6 | 22,5 | 25,7 | 25,0 | 21,5 | 16,0 | 10,5 | 6,4  | 6,2      | 14,5     | 24,4     | 16,0     | 15,3 |
| T. media (°C)       | 2,3  | 3,6  | 6,7  | 10,4 | 14,3 | 18,0 | 20,9 | 20,4 | 17,3 | 12,6 | 7,5  | 3,7  | 3,2      | 10,5     | 19,8     | 12,5     | 11,5 |
| T. min. media (°C)  | −0,4 | 0,4  | 3,1  | 6,3  | 10,2 | 13,6 | 16,2 | 15,9 | 13,2 | 9,2  | 4,6  | 1,1  | 0,4      | 6,5      | 15,2     | 9,0      | 7,8  |
| Precipitazioni (mm) | 71   | 64   | 69   | 75   | 73   | 48   | 42   | 62   | 82   | 121  | 111  | 86   | 221      | 217      | 152      | 314      | 904  |

- Classificazione climatica: zona F, 3024 GG[7]
- Classificazione sismica: zona 2, secondo la classificazione sismica della protezione civile del marzo 2015[9]

## Origini del nome
L'etimologia del toponimo deriva dal latino cum planum, oppure dal nome personale Campilius con il suffisso comune per i prediali -ānus.

## Storia
L'area dell'abitato venne fortemente influenzata dalla presenza dei monaci dell'abbazia di Bobbio e del vicino monastero di San Paolo di Mezzano che realizzarono vari insediamenti fra i quali quelli di Compiano e Isola.
Nella prima metà del IX secolo il re d'Italia e futuro imperatore del Sacro Romano Impero Lotario I confermò ai monaci di Bobbio i diritti sul territorio e della corte di Calice (Bedonia), in cui erano inseriti la corte di Tornolo e Compiano.
Attorno al Mille fu terra dei Malaspina sino al XII secolo quando cedettero il possesso di Compiano al comune di Piacenza che lo rese feudo dei Landi.
Posto in posizione strategica a ridosso dei territori della repubblica di Genova fu considerato baluardo a difesa dell'accesso all'alta valle del fiume Taro, per tale motivo fu spesso al centro di dispute territoriali sino a che nel XV secolo fu conquistato da Filippo Maria Visconti che a sua volta lo donò a Niccolò Piccinino.
A metà del XVI secolo Compiano entrò a far parte dei territori controllati dagli spagnoli venendo elevato al rango di contea da Carlo V che in seguito lo restituì ai Landi.
Passato nel 1626 ai Doria divenne possesso dei Farnese all'interno del ducato di Parma e Piacenza perdendo progressivamente di importanza.
Durante la seconda guerra mondiale, nell'estate del 1944 la zona fu teatro dell'operazione Wallenstein, una serie di rastrellamenti di partigiani effettuati da forze nazi-fasciste.

### Simboli
Lo stemma non ha un formale decreto di concessione ma la sua rappresentazione è attestata su documenti fin dall'epoca del Principato della Val Taro, affidato ai Landi (assieme a quelli di Bardi, Bedonia e Borgo Val di Taro), che durò 452 anni a partire dalla metà del XV secolo. Il motto latino pare derivare da un grido di guerra della famiglia Landi: "Virtù e onore" associati rispettivamente alla palma e all'alloro. In alcune raffigurazioni è inserita all'interno dello scudo anche la legenda latina COMPLANI COMUNITAS, o in italiano COMUNE DI COMPIANO.
Il gonfalone è un drappo di azzurro con la bordatura di giallo.

## Monumenti e luoghi d'interesse

### Architetture religiose

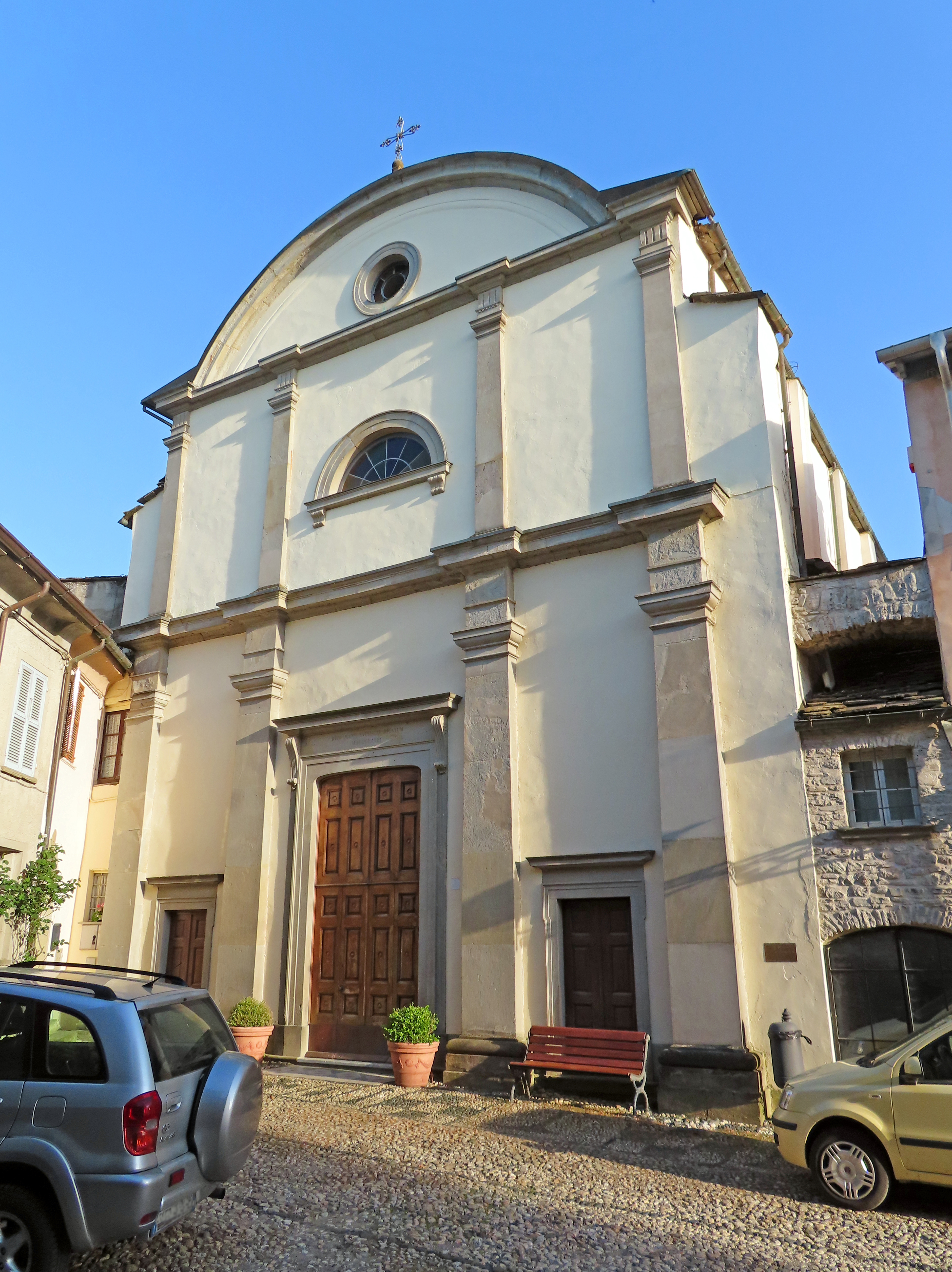
Chiesa di San Giovanni Battista
Edificata originariamente in epoca medievale dai religiosi del monastero di San Paolo di Mezzano a Mezzano Scotti di Bobbio, la chiesa divenne plebana nel XIII secolo; ricostruita nel centro di Compiano nel 1600, fu ristrutturata in stile neoclassico a partire dal 1868; risistemata esternamente tra il 1980 e il 1984, fu restaurata internamente e consolidata strutturalmente tra il 1998 e il 2006; al suo interno, riccamente decorato con affreschi e stucchi barocchi, sono presenti otto cappelle laterali.

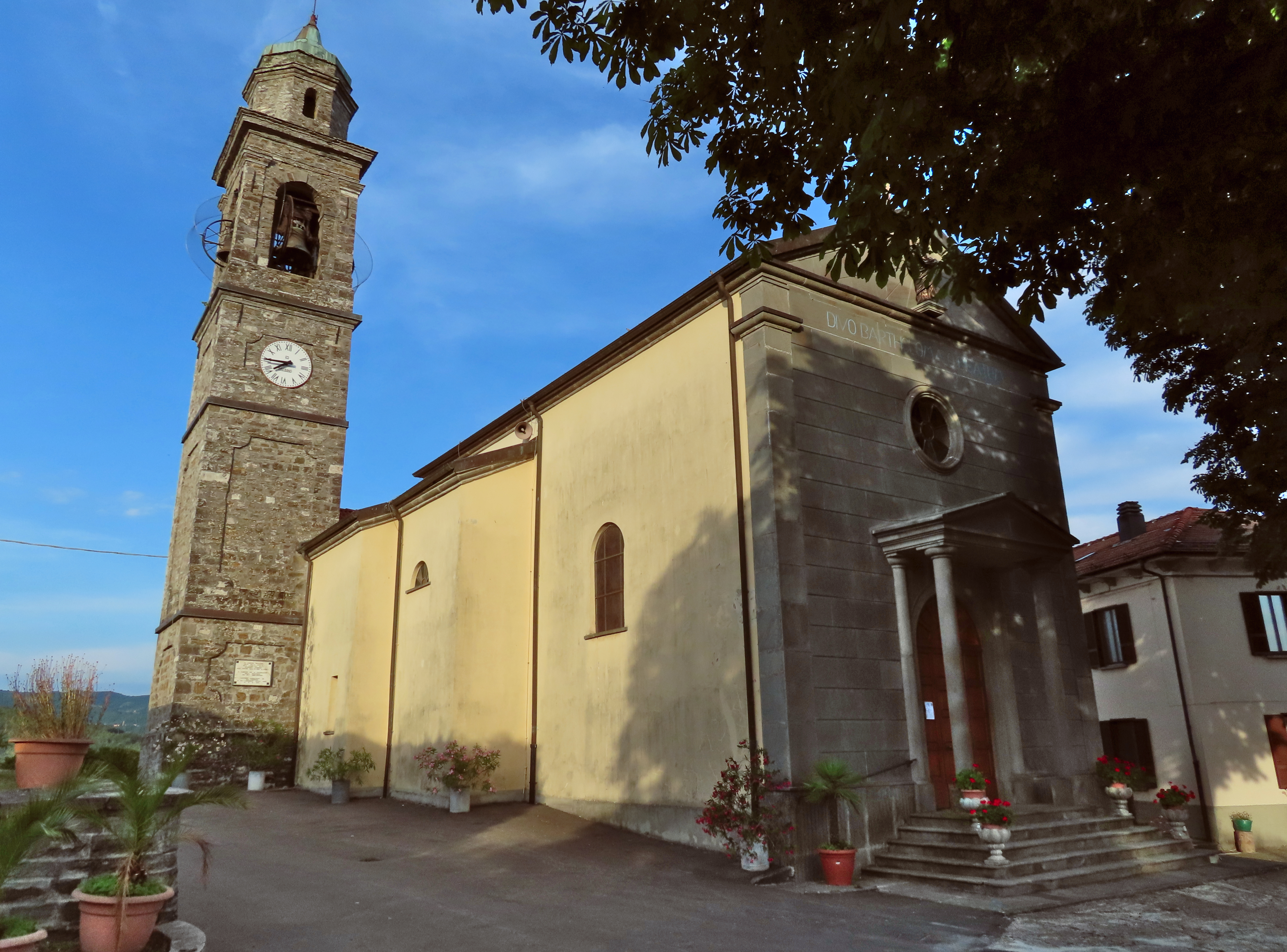
Chiesa di San Bartolomeo Apostolo
Ubicata in località Strela, la chiesa sorge isolata preceduta da un breve sagrato con orientamento nord-sud. Fu ricostruita fra il 1949 e il 1953 sui resti della chiesa precedente. È composta da un'unica navata alla quale si accede grazie ad un portale centrale che si apre nella facciata a capanna sormontata da un frontone triangolare. L'ingresso è preceduto da un protiro sopraelevato di alcuni gradini rispetto al sagrato.
L'interno è composto da cinque campate sormontate da volte a botte, in corrispondenza della seconda campata si aprono due cappelle che contengono rispettivamente un confessionale e il battistero, mentre in corrispondenza della quarta campata sono collocate altre due cappelle votive intitolate a Sant'Antonio Abate e al Sacro Cuore.

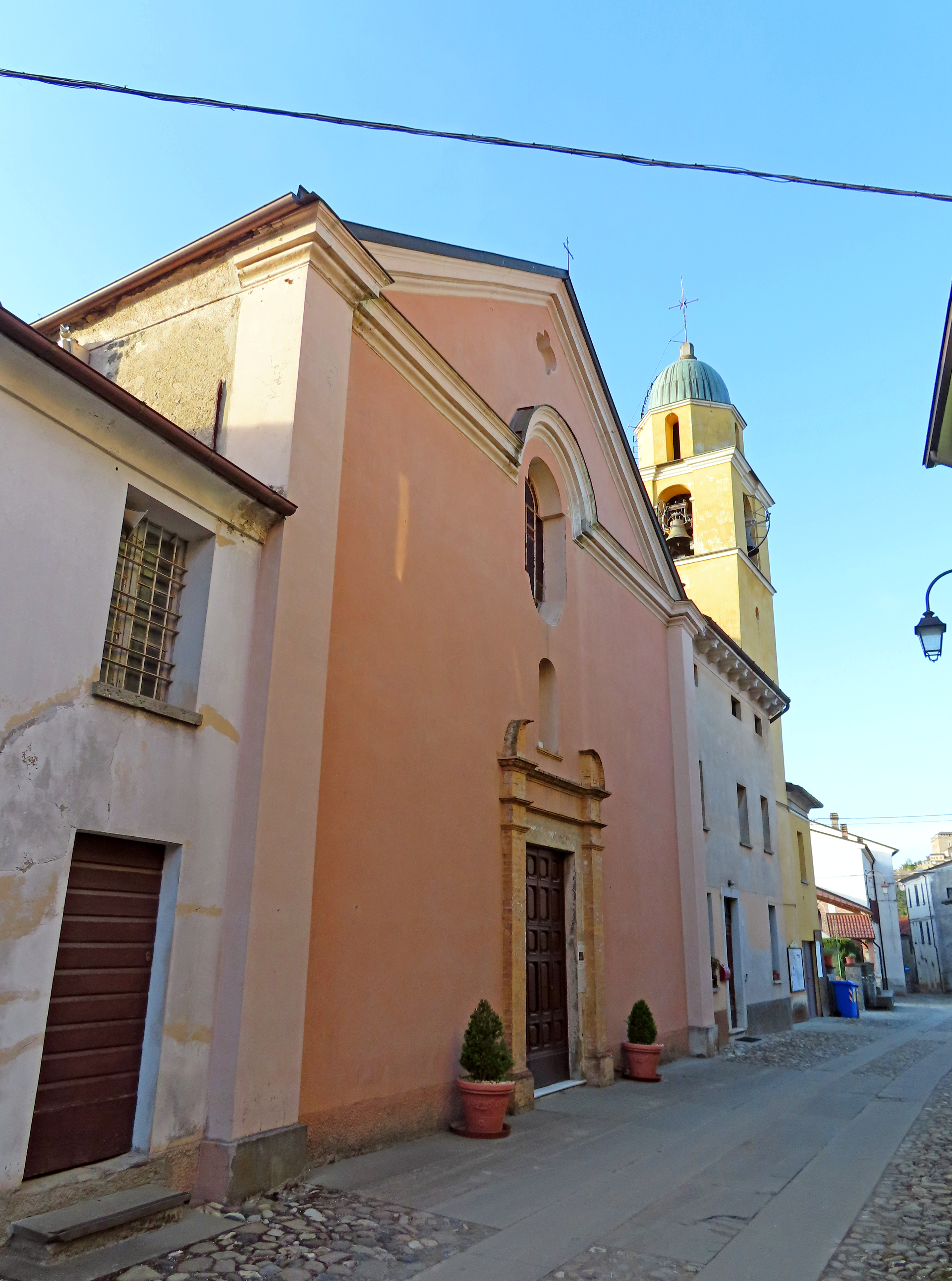
Chiesa di Sant'Antonio Abate
Menzionata per la prima volta nel 1472, la cappella di Isola di Compiano fu profondamente modificata in stile barocco agli inizi del XVII secolo, ribaltando l'orientamento originario; arricchita con due nuove cappelle e col campanile negli anni seguenti, la chiesa fu internamente ornata con affreschi e stucchi dal pittore Battistini nel 1928 e infine completamente restaurata e consolidata strutturalmente tra il 1999 e il 2006; al suo interno, riccamente decorato, sono presenti quattro cappelle laterali, contenenti altari barocchi.

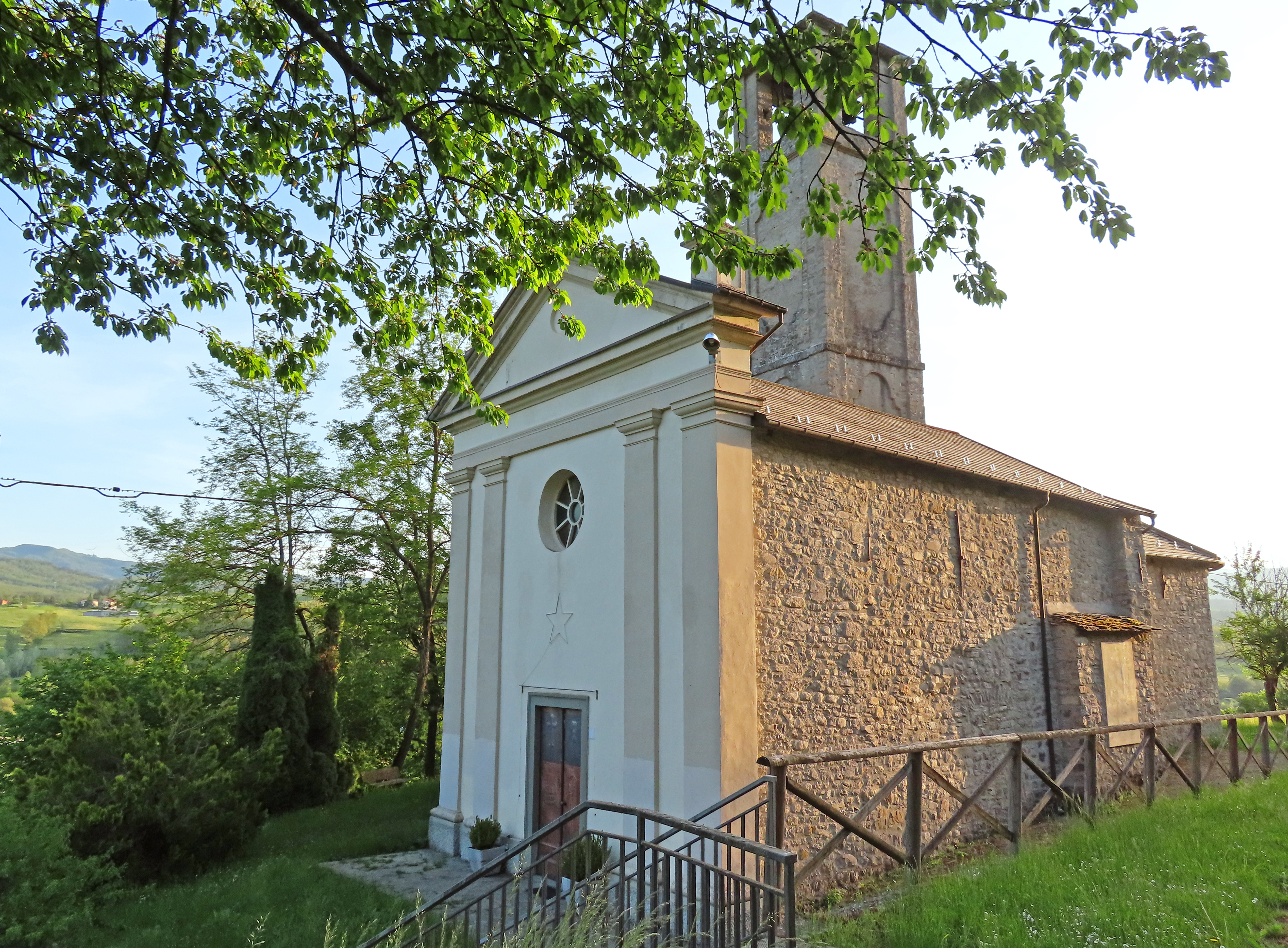
Chiesa di San Girolamo Dottore
Edificata originariamente nel XIV secolo, la chiesa di Barbigarezza fu completamente ricostruita gli inizi del XVIII secolo e allungata in senso longitudinale nei primi anni del XX secolo ricostruendo la facciata neoclassica e l'abside; al suo interno sono presenti due cappelle laterali.

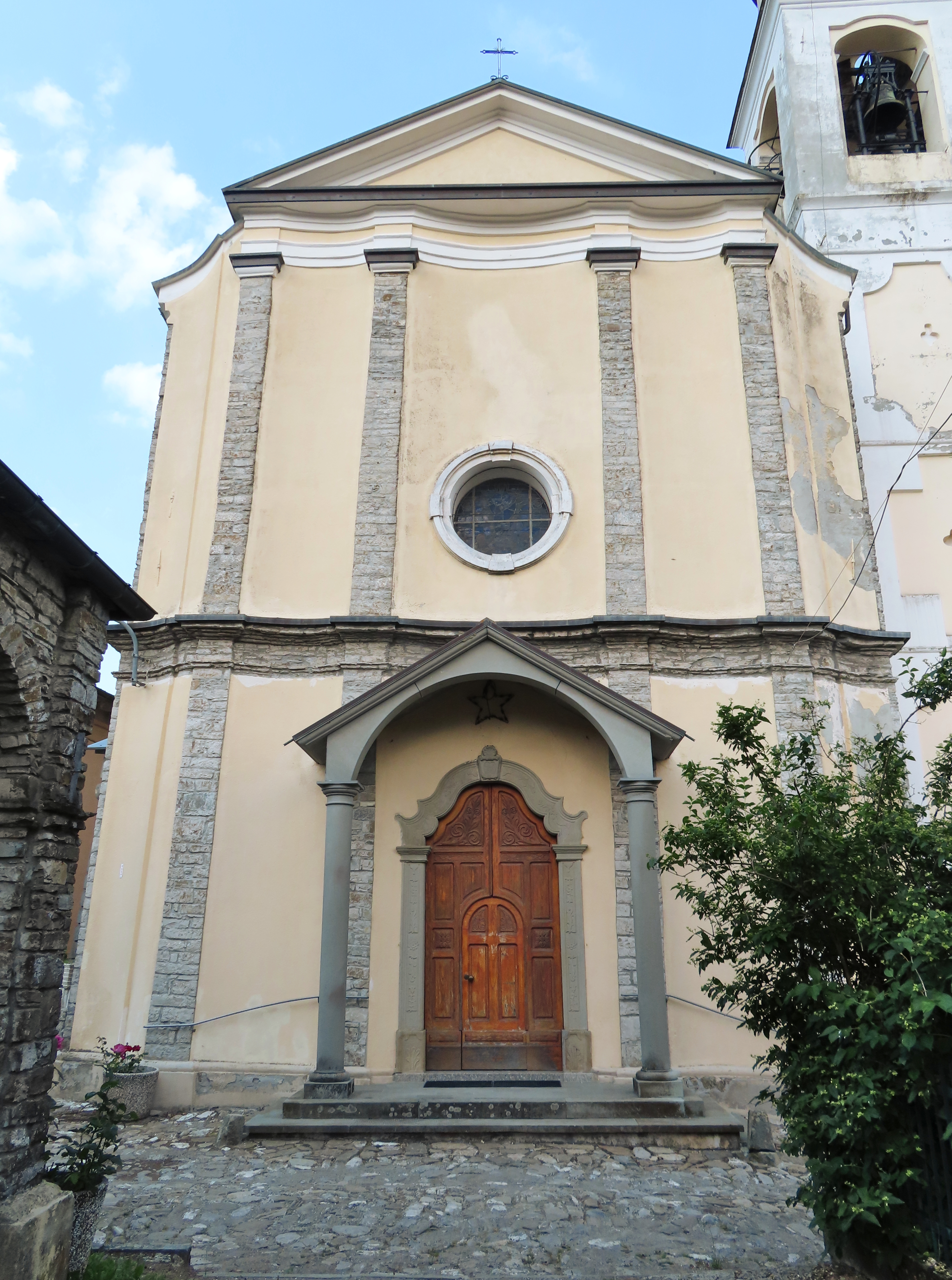
Chiesa di San Giacomo Maggiore
Edificata probabilmente nel XIV secolo, la chiesa di Cereseto fu ricostruita in stile tardo-barocco nel 1899 e riconsacrata l'anno seguente; al suo interno, riccamente decorato con affreschi realizzati nel 1998 da Tiziano Triani, sono presenti sei cappelle laterali; l'edificio ospita numerose statue, un organo e alcuni arredi lignei della seconda metà del XVIII secolo.
Chiesa di Santa Maria Maddalena
Collocata in località Caboara e alle dipendenze della chiesa di San Bartolomeo di Strela è stata recentemente costruita a causa dell'inagibilità dell'edificio precedente. Nella facciata a vento sormontata da un frontone triangolare si apre un unico portale di accesso coperto da un piccolo protiro sollevato di alcuni gradini rispetto all'ampio sagrato. L'interno è a navata unica scandita da una sola campata.

### Architetture militari

#### Castello di Compiano

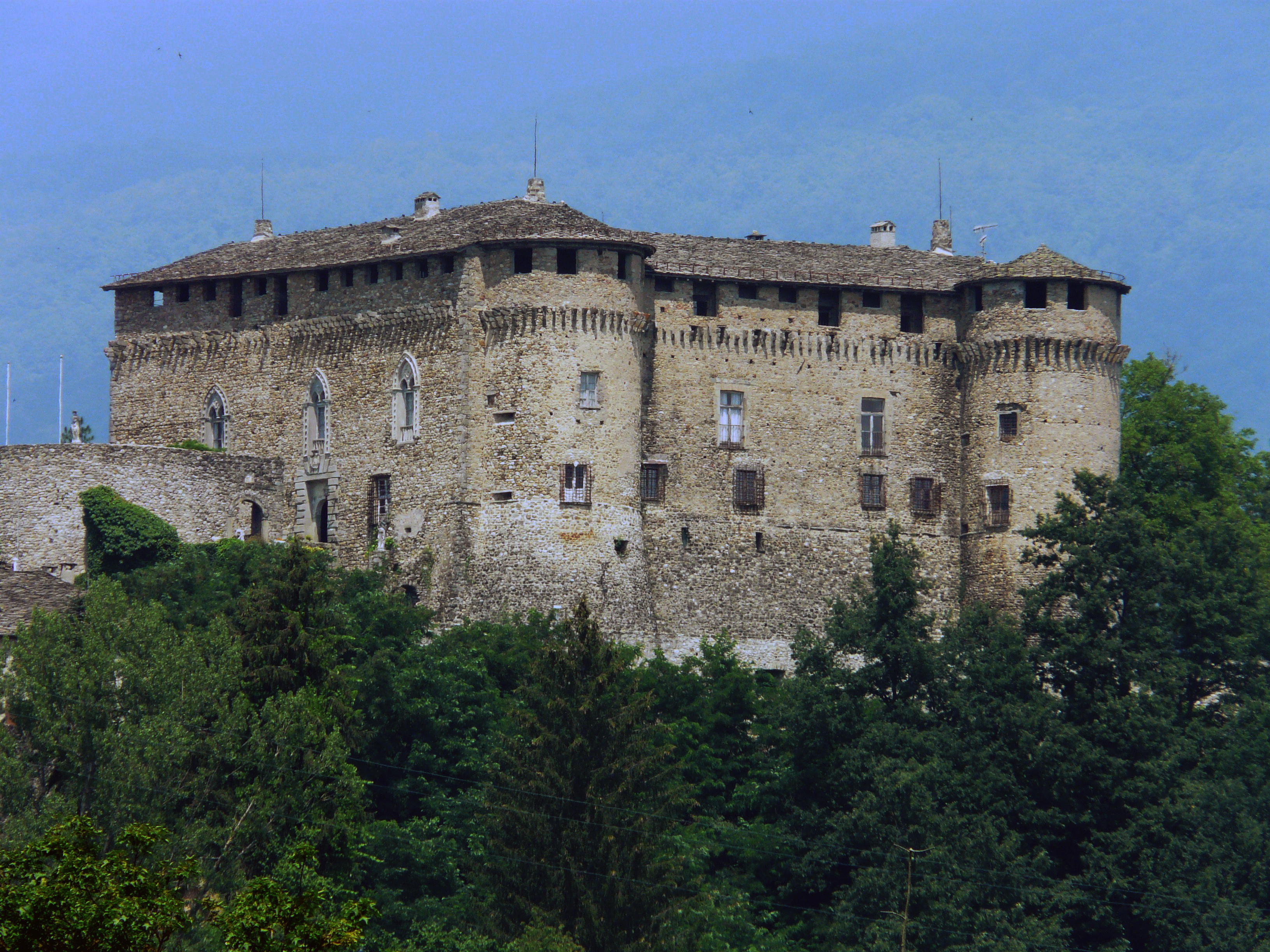
Il castello

Ubicato su di uno sperone roccioso che domina la Val di Taro, la prima menzione del maniero è del 1141 quando il castello era proprietà dei Malaspina, nei secoli passò di mano più volte: prima fu dei Landi, poi di Filippo Maria Visconti, per tornare nuovamente ai Landi. Divenuto possesso diretto dei Farnese fu trasformato in carcere nel XIX secolo e, successivamente, divenne proprietà del comune di Compiano.
Il castello si presenta a di quadrilatero irregolare fortificato con tre torri angolari e servito da un accesso tramite ponte in muratura protetto da un rivellino. I saloni interni si snodano intorno al cortile centrale e sono riccamente decorati.

## Società

### Evoluzione demografica
Abitanti censiti

### Etnie e minoranze straniere
Secondo i dati ISTAT al 31 dicembre 2014 la popolazione straniera residente era di 65 persone, pari al 5,81% della popolazione comunale. Le nazionalità sono complessivamente 12; quelle maggiormente rappresentate in base alla loro percentuale sul totale della popolazione residente erano:
- Pakistan, 16 - 1,43%
- Romania, 15 - 1,34%
- Albania, 11 - 0,98%

## Geografia antropica

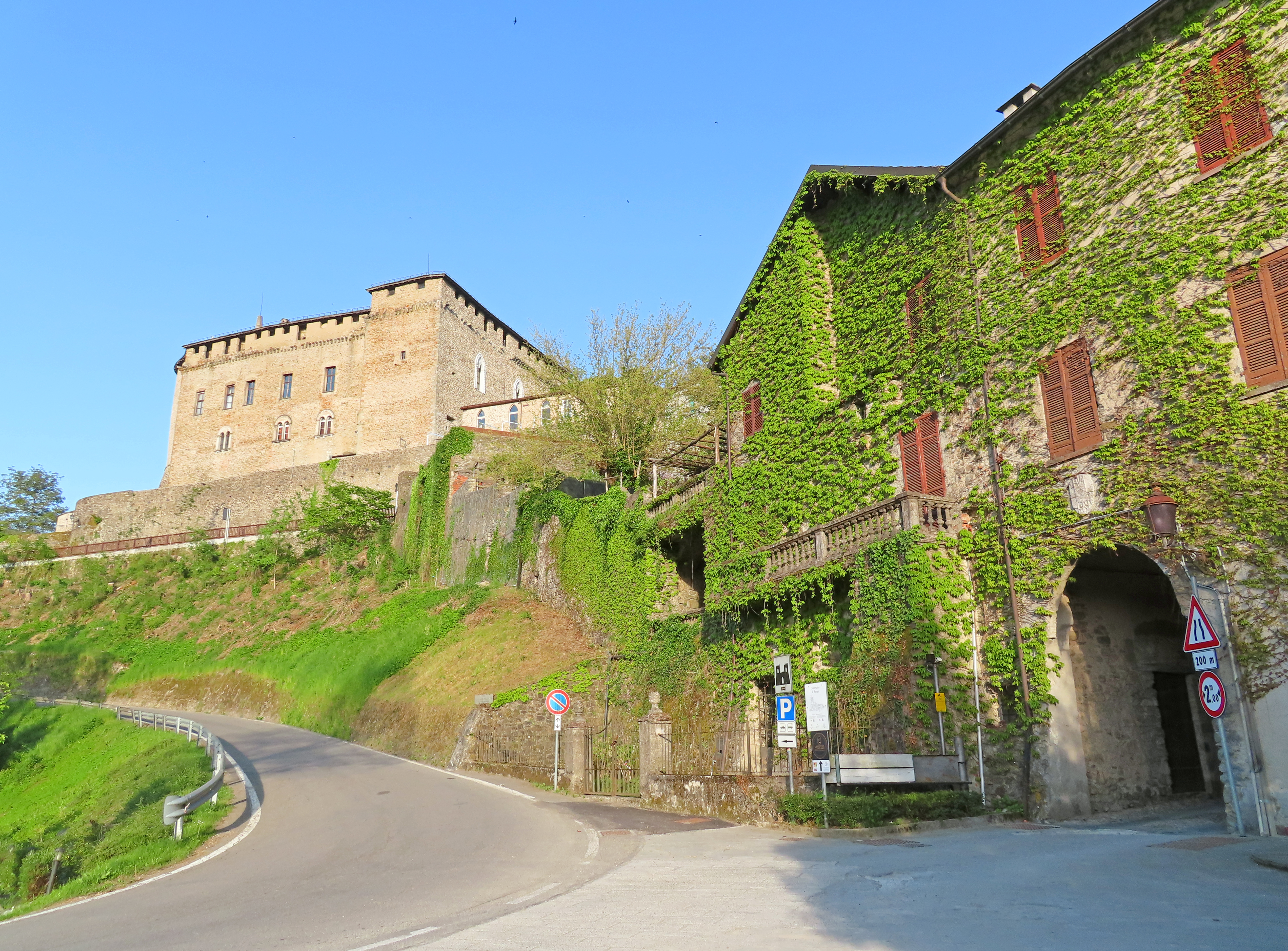
L'ingresso in paese

### Urbanistica
Il capoluogo comunale si presenta di estensione molto ridotta e consta di nuclei abitativi sorti in epoche successive intorno al castello, la modesta dimensione del promontorio sul quale sorge ne ha limitato lo sviluppo urbanistico a vantaggio delle frazioni del territorio stesso.

## Economia
Il settore primario, seppur in calo, riveste un ruolo importante per l'economia locale: si producono cereali, foraggi e ortaggi, in ambito zootecnico è praticato l'allevamento bovino. Il tessuto industriale si fonda su piccole aziende attive nel comparto edile, metalmeccanico, dei materiali di costruzione e della fabbricazione di articoli di plastica. Per quanto concerne il terziario le attività commerciali sono sufficientemente sviluppate per soddisfare le esigenze locali anche se manca il servizio bancario.

## Infrastrutture e trasporti
La vicina strada provinciale 4 collega Compiano al centro principale della valle: Borgo Val di Taro garantendo l'accesso al casello della Autostrada A15, verso la parte alta della valle il Passo del Bocco da l'accesso alla Provincia di Genova mentre la strada provinciale 24 permette di raggiungere il Passo Cento Croci e la Val di Vara, nello spezzino. La strada provinciale 66, infine, dopo aver attraversato le frazioni di Farfanaro e Cereseto collega Compiano alla valle del Ceno.
Il collegamento pubblico con Parma è da allora svolto mediante autoservizi gestiti da TEP.

## Amministrazione
Di seguito è presentata una tabella relativa alle amministrazioni che si sono succedute in questo comune.
| Periodo        | Periodo        | Primo cittadino   | Partito                                                | Carica  | Note   |
| -------------- | -------------- | ----------------- | ------------------------------------------------------ | ------- | ------ |
| 20 giugno 1985 | 31 maggio 1990 | Graziano Bertani  | Democrazia Cristiana                                   | Sindaco | [ 28 ] |
| 14 giugno 1990 | 24 aprile 1995 | Graziano Bertani  | Democrazia Cristiana                                   | Sindaco | [ 28 ] |
| 24 aprile 1995 | 14 giugno 1999 | Graziano Bertani  | Centro Cristiano Democratico                           | Sindaco | [ 28 ] |
| 14 giugno 1999 | 14 giugno 2004 | Graziano Bertani  | Centro Cristiano Democratico                           | Sindaco | [ 28 ] |
| 14 giugno 2004 | 8 giugno 2009  | Marco Bruschi     | lista civica                                           | Sindaco | [ 28 ] |
| 8 giugno 2009  | 26 maggio 2014 | Sabina Delnevo    | lista civica d'ispirazione centrista                   | Sindaco | [ 28 ] |
| 26 maggio 2014 | 27 maggio 2019 | Sabina Delnevo    | lista civica d'ispirazione centrista "Insieme per voi" | Sindaco | [ 28 ] |
| 27 maggio 2019 | in carica      | Francesco Mariani | lista civica "Compiano, tradizione e futuro"           | Sindaco | [ 28 ] |

## Sport
La locale squadra di calcio è l'ASD Compiano che milita nel campionato di seconda categoria.